# Ancinidae
Ancinidae (лат.) — семейство равноногих ракообразных из подотряда Sphaeromatidea (Sphaeromatoidea). Северная часть Атлантического и Тихого океанов. 2 рода, около 10 видов.

## Описание
Длина около 1 см. Тело дорсовентрально сплющенное, удлинённо-овальное. Уроподы одноветвистые. 1-й плеопод одно- (у рода Ancinus) или 2-ветвистый (Bathycopea); ветви 2 и 3-го плеоподов с маргинальными щетинками (Bathycopea) или без них (Ancinus); экзоподит 3-го плеоподита одночлениковый (Ancinus) или двучлениковый (Bathycopea).
Ранее роды семейства Ancinidae включали в состав крупного семейства Sphaeromatidae. Иверсон в 1982 году (Iverson, 1982) впервые установил подсемейство Ancininae Dana, 1852 (для замены группы Colobranchiatae, которая была впервые выделена ещё в 1909 году Richardson, 1909). В 1993 году Брюс (Bruce, 1993) повысил статус подсемейств Ancininae до уровня отдельного семейства Ancinidae Dana, 1852.
- Ancinus H. Milne Edwards, 1840
  - Ancinus belizensis Kensley & Schotte, 1987
  - Ancinus brasiliensis Lemos de Castro, 1959
  - Ancinus depressus (Say, 1818)
  - Ancinus gaucho Pires, 1987
  - Ancinus granulatus Holmes and Gay, 1909
  - Ancinus jarocho Rocha-Ramírez, Chávez-López & Peláez-Rodríguez, 2010[6]
  - Ancinus panamensis Glynn & Glynn, 1974
  - Ancinus seticomvus Trask, 1971
- Bathycopea Tattersall, 1905
  - Bathycopea daltonae (Menzies and J. L. Barnard, 1959)
  - Bathycopea dicarina Shimomura, 2008[7]
  - Bathycopea ivanoi Birstein, 1963
  - Bathycopea oculata Shimomura, 2008[7]
  - Bathycopea parallela Birstein, 1963
  - Bathycopea typhlops Tattersall, 1905